# Grand Prix Stanów Zjednoczonych – Zachód 1977
Grand Prix Stanów Zjednoczonych – Zachód 1977 – czwarta runda Mistrzostw Świata Formuły 1 w sezonie 1977, która odbyła się 3 kwietnia 1977, po raz drugi na torze Long Beach Street Circuit.
Było to 2. Grand Prix Stanów Zjednoczonych – Zachód zaliczane do Mistrzostw Świata Formuły 1.

## Wyniki

### Wyścig
| Poz. | Nr | Kierowca           | Zespół             | Okr. | Czas/NU         | Poz. s. | Punkty |
| ---- | -- | ------------------ | ------------------ | ---- | --------------- | ------- | ------ |
| 1    | 5  | Mario Andretti     | Lotus-Ford         | 80   | 1:51:35.470     | 2       | 9      |
| 2    | 11 | Niki Lauda         | Ferrari            | 80   | 0.773 s         | 1       | 6      |
| 3    | 20 | Jody Scheckter     | Wolf-Ford          | 80   | + 4.857 s       | 3       | 4      |
| 4    | 4  | Patrick Depailler  | Tyrrell-Ford       | 80   | + 1:14.487      | 12      | 3      |
| 5    | 28 | Emerson Fittipaldi | Fittipaldi-Ford    | 80   | + 1:20.908      | 7       | 2      |
| 6    | 34 | Jean-Pierre Jarier | Penske-Ford        | 79   | + 1 okr.        | 9       | 1      |
| 7    | 1  | James Hunt         | McLaren-Ford       | 79   | + 1 okr.        | 8       |        |
| 8    | 6  | Gunnar Nilsson     | Lotus-Ford         | 79   | + 1 okr.        | 16      |        |
| 9    | 26 | Jacques Laffite    | Ligier-Matra       | 78   | Elektryka       | 5       |        |
| 10   | 10 | Brian Henton       | March-Ford         | 77   | + 3 okr.        | 18      |        |
| 11   | 18 | Hans Binder        | Surtees-Ford       | 77   | + 3 okr.        | 19      |        |
| NU   | 3  | Ronnie Peterson    | Tyrrell-Ford       | 62   | Układ paliwowy  | 10      |        |
| NU   | 22 | Clay Regazzoni     | Ensign-Ford        | 57   | Skrzynia biegów | 13      |        |
| NU   | 8  | Hans Joachim Stuck | Brabham-Alfa Romeo | 53   | Hamulce         | 17      |        |
| NU   | 17 | Alan Jones         | Shadow-Ford        | 40   | Skrzynia biegów | 14      |        |
| NU   | 2  | Jochen Mass        | McLaren-Ford       | 39   | Sprzęgło        | 15      |        |
| DSQ  | 7  | John Watson        | Brabham-Alfa Romeo | 33   |                 | 6       |        |
| NU   | 16 | Renzo Zorzi        | Shadow-Ford        | 27   | Skrzynia biegów | 20      |        |
| NU   | 9  | Alex Ribeiro       | March-Ford         | 15   | Skrzynia biegów | 22      |        |
| NU   | 12 | Carlos Reutemann   | Ferrari            | 5    | Wypadek         | 4       |        |
| NU   | 30 | Brett Lunger       | March-Ford         | 4    | Wypadek         | 21      |        |
| NU   | 19 | Vittorio Brambilla | Surtees-Ford       | 0    | Wypadek         | 11      |        |

- NU – nie ukończył
- DSQ – zdyskwalifikowany